# Número pseudoprimo elíptico
En teoría de números, un número pseudoprimo n se denomina pseudoprimo elíptico para (E, P), donde E es una curva elíptica definida sobre el cuerpo de los números racionales con un orden asociado a la multiplicación compleja sobre {\displaystyle \mathbb {Q} {\big (}{\sqrt {-d}}{\big )}}, teniendo la ecuación:
y2 = x3 + ax + b
con a y b números enteros; siendo P un punto en E; y n un número natural tal que el símbolo de Jacobi (−d | n ) = −1, si (n + 1)P ≡ 0 (mod n).

## Número de pseudoprimos
El número de pseudoprimos elípticos menores que X está acotado por arriba para un X grande, por:
{\displaystyle X/\exp((1/3)\log X\log \log \log X/\log \log X)\ .}